# Ciconio
Ciconio (piemontiul: Sikon) egy 361 lelkes község Torino megyében. Védőszentjei Szent Péter és Szent Pál.

Ciconio község Torino megye térképén

A vele határos települések: Lusigliè, Ozegna, Rivarolo Canavese és San Giorgio Canavese.